# Strömbacka
Strömbacka is een plaats in de gemeente Hudiksvall in het landschap Hälsingland en de provincie Gävleborgs län in Zweden. De plaats heeft 54 inwoners (2005) en een oppervlakte van 29 hectare.